# Broad Blunsdon
Broad Blunsdon – wieś w Anglii, w Wiltshire, w dystrykcie (unitary authority) Swindon. Leży 6,8 km od miasta Swindon, 60,7 km od miasta Salisbury i 117,7 km od Londynu. W 2015 miejscowość liczyła 1536 mieszkańców.